# Troféu HQ Mix de melhor dissertação de mestrado
Dissertação de mestrado é uma das categorias do Troféu HQ Mix, premiação brasileira dedicada aos quadrinhos que é realizada pela Associação dos Cartunistas do Brasil (ACB) e pelo Instituto do Memorial das Artes Gráficas do Brasil (IMAG) desde 1989.

## História
Os prêmios ligados às pesquisas são definidos por uma comissão julgadora em conjunto com um júri especial. A premiação se tornou regular (e exclusivamente acadêmica) a partir de 2004, sendo que, em 2007, foi subdividida em três categorias, incluindo a de dissertação de mestrado.

## Vencedores
| Ano  | Pesquisa | Autor(a) | Instituição | Nota   |
| ---- | --- | --- | --- | ------ |
| 2007 | O ensino da arte e produção de histórias em quadrinhos no ensino fundamental                                                                                     | João Marcos Parreira Mendonça | UFMG | [ 2 ]  |
| 2008 | O desenho moderno de Saul Steinberg: obra e contexto | Daniel Bueno | USP | [ 4 ]  |
| 2009 | Considerações sobre sociedade e tecnologia a partir da poética e linguagem dos quadrinhos de Lourenço Mutarelli no período de 1988 a 2006                        | Líber Eugenio Paz | UTFPR | [ 5 ]  |
| 2010 | Histórias em quadrinhos e o ensino de ciências nas séries iniciais: estabelecendo relações para o ensino de conteúdos curriculares procedimentais                | Mariana Vaitiekunas Pizarro | Unesp | [ 6 ]  |
| 2011 | Suehiro Maruo: o sublime e o abjeto como estética da existência                                                                                                  | Marcia Casturino | EBA-UFRJ | [ 7 ]  |
| 2012 | Entre a épica e a paródia: a (des)mistificação do gaucho nos quadrinhos de Inodoro Pereyra, el renegáu                                                           | Priscila Pereira | Unicamp | [ 8 ]  |
| 2013 | Educação para Abolição: charges e histórias em quadrinhos no Segundo Reinado                                                                                     | Thiago Vasconcellos Modenesi | UFPE | [ 9 ]  |
| 2014 | Entre álbum e leitor: traços da vida comum e do homem ordinário no movimento da nouvelle mangá                                                                   | Tiago Canário | UFBA | [ 10 ] |
| 2015 | Ela não pode ser assim tão fofa! Apropriação e circulação de mangás Lolicon                                                                                      | Natália Marques Cavalcante de Oliveira | UFSC | [ 11 ] |
| 2016 | Falando de Quadrinhos: A Influência do Letreiramento nas Histórias em Quadrinhos                                                                                 | Marjorie Yamada | UnB | [ 12 ] |
| 2017 | Tudo o que o cidadão deve saber: As Cartilhas e o Processo Civilizador                                                                                           | Miguel Geraldo Mendes Reis | PUC-Rio | [ 13 ] |
| 2018 | O Processo de legitimação cultural das histórias em quadrinhos                                                                                                   | Beatriz Sequeira de Carvalho | USP | [ 14 ] |
| 2019 | Batman e o Surrealismo: uma investigação das estratégias poéticas surrealista dentro do Asilo Arkham                                                             | Valter do Carmo Moreira | Universidade Estadual de Londrina | [ 15 ] |
| 2020 | O Tempo Multidimensional nos Quadrinhos: Um Estudo das Estratégias Narrativas em Here, de Richard McGuire Cátia Ana Baldoíno da Silva / UFG                      | O Tempo Multidimensional nos Quadrinhos: Um Estudo das Estratégias Narrativas em Here, de Richard McGuire Cátia Ana Baldoíno da Silva / UFG                      | O Tempo Multidimensional nos Quadrinhos: Um Estudo das Estratégias Narrativas em Here, de Richard McGuire Cátia Ana Baldoíno da Silva / UFG                      | [ 16 ] |
| 2021 | Matemática Básica em Quadrinhos: Algumas Aplicações das HQS em Sala de Aula Cátia Ana Baldoíno da Silva / UFC                                                    | Matemática Básica em Quadrinhos: Algumas Aplicações das HQS em Sala de Aula Cátia Ana Baldoíno da Silva / UFC                                                    | Matemática Básica em Quadrinhos: Algumas Aplicações das HQS em Sala de Aula Cátia Ana Baldoíno da Silva / UFC                                                    | [ 17 ] |
| 2022 | Cidades Fictícias: O Elo Entre as Histórias em Quadrinhos e a Arquitetura Geovane Umbelino Marques / UFG                                                         | Cidades Fictícias: O Elo Entre as Histórias em Quadrinhos e a Arquitetura Geovane Umbelino Marques / UFG                                                         | Cidades Fictícias: O Elo Entre as Histórias em Quadrinhos e a Arquitetura Geovane Umbelino Marques / UFG                                                         | [ 18 ] |
| 2023 | De Passagem para Ficar: A Banda Desenhada Documental como Registro da Nova Leva Migratória Brasileira para Portugal Christiano Mascaro Gonçalves da Silva / IPCA | De Passagem para Ficar: A Banda Desenhada Documental como Registro da Nova Leva Migratória Brasileira para Portugal Christiano Mascaro Gonçalves da Silva / IPCA | De Passagem para Ficar: A Banda Desenhada Documental como Registro da Nova Leva Migratória Brasileira para Portugal Christiano Mascaro Gonçalves da Silva / IPCA | [ 19 ] |
| 2023 | Mangás do Grupo CLAMP: Um Estudo Sobre o seu Processo Criativo e a Publicação de suas Obras no Brasil Maiara Heleodoro dos Passos / USP                          | | | [ 19 ] |